# Forsterina
Forsterina là một chi nhện trong họ Desidae.